# 婕妤
婕妤是中國及越南妃嫔称号, 拼音为“jié yú”。亦写作“倢伃”。其名之意，据《汉书·外戚传》颜师古注，“倢，言接幸于上也。伃，美称也。”

## 历史沿革
汉初，皇帝妾室皆称为夫人，又有美人、良人等称号。
汉武帝时，设立婕妤、娙娥、傛華、充仪等位号，婕妤僅次於皇后，为妃嬪之首。
汉昭帝时，上官氏入宫为婕妤，后被立为皇后。其后的许平君和王政君，皆先被立为婕妤再册立为皇后。汉元帝时因在皇后之下增设昭仪一位，使婕妤之號退居第二。
曹魏时退居十二等中的第九。晋时尚在九嫔之内。南朝宋以下，降至九嫔以下。唐代時婕妤為正三品，於後庭裡僅次於皇帝正妻皇后，正一品四夫人以及九嬪。最後出现过婕妤的封号為明初，之后則無婕妤之號。
越南阮朝時，婕妤為妃嬪的第五及第六階 。

## 备注
1. ↑  今北京故宫博物院藏有“緁伃妾娋印”，指緁伃通倢伃。